# Janine Ponty
 (mai 2018).
Janine Ponty, née le 23 juillet 1930 à Paris, morte le 9 février 2017, est une historienne française, spécialiste de l'immigration polonaise et l'une des pionnières de l’histoire de l’immigration en France.

## Biographie
Professeur émérite des universités, Janine Ponty a soutenu sa thèse de 3e cycle sous la direction de Pierre Labrousse : La France devant l’affaire Dreyfus. Contribution à une étude d’opinion publique, 1898-1899 puis une thèse d’État sous la direction de Jean-Baptiste Duroselle : Polonais méconnus. Histoire des travailleurs immigrés en France dans l’entre-deux-guerres.
Elle a consacré une part importante de ses recherches à l'immigration polonaise en France. Elle a contribué à l'émergence d'une histoire de l'immigration en France, à travers ses écrits et sa contribution à la naissance de la Cité nationale de l’histoire de l’immigration à Paris (devenue Musée de l’histoire de l’immigration), dont elle fut membre du conseil d'orientation et commissaire de la première exposition : Polonia, des Polonais en France de 1830 à nos jours.
Elle fut Maître-assistante à l’Université de Paris 1 puis titulaire d'une chaire d’histoire à l’Université de Franche-Comté, membre du Centre national des universités, membre du Conseil d’orientation de la Cité nationale de l’histoire de l’immigration (CNHI), membre du Conseil scientifique du Centre historique minier de Lewarde (Hauts-de-France) et du Bureau de la Société française d’études polonaises à Paris.
Elle a entretenu des relations de travail et d'amitié avec de nombreux Polonais, en France et en Pologne, dont Bronisław Geremek, historien, acteur du mouvement Solidarność, ministre des affaires étrangères de Pologne.

## Ouvrages
- La presse quotidienne et l'affaire Dreyfus en 1898-1899, essai de typologie, Paris, P.U.F, 1974.
- Polonais méconnus. Histoire des travailleurs immigrés en France dans l’entre-deux-guerres, Publications de la Sorbonne, 1988 (et rééditions).
- Les Polonais du Nord ou la mémoire des corons, Paris, éd. Autrement, 1995 (et rééditions).
- L’immigration dans les textes, France 1789-2002 (anthologie de 200 documents commentés), Paris, éd. Belin, 2004.
- Le rêve de Jacek. De la Pologne aux corons du Nord, avec Valentine Goby et Olivier Tallec, Paris éd. Autrement Jeunesse, 2007.
- Rezonans, de Bogdan Konopka (contribution), Paris, éd. Trézélan, 2007.
- Les Polonais en France de Louis XIV à nos jours, Paris, Editions du Rocher, 2008 (et rééditions).
- Polonia. Des Polonais en France, de 1830 à nos jours (catalogue de l'exposition à la CNHI), Paris, éditions Montag, 2011.
- Polonaises aux champs. Lettres de femmes immigrées dans les campagnes françaises (1930-1935), avec Sylvie Aprile, Maryla Laurent, Elżbieta Łątka et Monika Salmon-Siama, Paris, Editions Le Rocher de Calliope, 2015 (et rééditions).

## Distinctions
- Chevalier de l’Ordre national du Mérite,
- Palmes académiques
- Bene Merito de la République de Pologne

Le Prix de la recherche du Musée de l’histoire de l’immigration à Paris porte son nom.